# Гамера Володимир Олександрович
Володи́мир Олекса́ндрович Гаме́ра (нар. 10 квітня 1954, с. Нова Пляшева, Дубенського району на Рівненщині — 18 квітня 2018, Квасилів на Рівненщині) — український композитор і співак. Заслужений діяч мистецтв України

## Біографія
Народився 10 квітня 1954 року в селі Нова Пляшева, нині Дубенського району Рівненської області. У місцевому колгоспі працював агрономом. Жив у Дубні. Пізніше працював у Дубенській шляхбуддільниці.
Виступав із піснями на сценах Києва, Рівного та інших міст, а також по телебаченню. Готував відеокліпи для Інтернету.
Заслужений діяч мистецтв України.
Пісні Гамери виконують Микола Свидюк, Іннеса Братущик і Орест Хома, інші співаки. Автор п'яти музичних альбомів.
Загинув у ДТП 18 квітня 2018 року на трасі Київ — Чоп біля Квасилова.